# Tam Giang Đông
Tam Giang Đông là một xã thuộc huyện Năm Căn, tỉnh Cà Mau, Việt Nam.

## Địa lý
Xã Tam Giang Đông nằm ở phía đông huyện Năm Căn, có vị trí địa lý:
- Phía đông giáp Biển Đông
- Phía tây giáp xã Tam Giang
- Phía nam giáp huyện Ngọc Hiển
- Phía bắc giáp huyện Đầm Dơi.

Xã Tam Giang Đông có diện tích 66,90 km², dân số năm 2022 là 6.505 người, mật độ dân số đạt 97 người/km².

## Hành chính
Xã Tam Giang Đông được chia thành 6 ấp: Bỏ Hủ, Hố Gùi, Kinh Ba, Mai Hoa, Mai Vinh, Vinh Hoa.

## Lịch sử
Ngày 29 tháng 8 năm 2000, Chính phủ ban hành Nghị định số 41/2000/NĐ-CP về việc thành lập xã Tam Giang Đông thuộc huyện Ngọc Hiển trên cơ sở 9.530,79 ha diện tích tự nhiên và 5.468 người của xã Tam Giang.
Ngày 17 tháng 11 năm 2003, Chính phủ ban hành Nghị định số 138/2003/NĐ-CP về việc chuyển xã Tam Giang Đông thuộc huyện Ngọc Hiển về huyện Năm Căn mới thành lập quản lý.